# 名護ひと美
名護 ひと美（なご ひとみ、1984年1月21日 - ）は、エフエム仙台(Date fm)の社員で元アナウンサー。番組制作も担当していた。

## 人物・来歴
- 宮城県仙台市生まれ。血液型はB型。宮城教育大学附属小･中学校→泉館山高校→東北福祉大学卒。
- 「第17回：2005年度みやぎライシーレディ」を経て、Date fmのアナウンサーとなる。
- 書道の師範の資格を持っている。
- ニックネームは名護ちゃん。
- 中学では吹奏楽部、高校では放送部に所属。
- 2013年1月4日放送の「AIRJAM Friday」で入籍したことを発表した。
- 2018年10月に営業部へ異動[1]。

## 過去の担当番組
- MORNING GLORY Friday（金）
- Blockin' Harmonix（水･木）
- Four Tunes（木）
- Radio Salon(日)
- 特別番組 音楽のチカラ（2011年4月17日）
- MusicGroovin'（月-木）(2009年10月 - 2011年6月）
- ADLIB．（2010年10月-2011年3月)
- Date fm Countdown Radio (土) (2011年7月-2013年)
- Pray for MIYAGI ～おもいをつないで～ (月-木)(2011年7月-2014年3月)
- AIRJAM Friday（金）(2009年4月-2015年3月、降板後は2018年9月まで番組プロデューサー)
- FLICK MOTION News Feed　(水)17:35～17:50
- みやぎ ｅ～ラジオ（木）11:30～11:45
- J-SIDE STATION（月・火）(2014年4月 - 2018年9月)
- とび出せ高校生諸君!（木）（2017年4月 - 2018年9月)

## エピソード
- DateFMの先輩アナウンサーの石垣のりこが名護の通っていた小学校へ教育実習に行っている。また、石垣はみやぎライシーレディーの先輩でもある。
- 名護という苗字のため、沖縄や九州の出身ですかと聞かれることが多いが、仙台生まれの仙台育ちである。ただし、父親は鹿児島県出身。
- ニックネームの名護ちゃんは加護亜依のニックネームの「加護ちゃん」に音の響きが似ていることから呼ばれるようになった。
- 宮城県富谷市の成人式の司会を2010年より数年、担当していた。
- FM仙台の番組「熊谷育美の自給自足な日々」のディレクターを担当。また、名護がMCを担当していた「MusicGroovin'」のディレクターは先輩アナウンサーの井上崇が担当していた。
- DateFMの番組「つじらじお」に頻繁にゲスト出演し、MCの辻詩音が名護の自宅を訪れて番組を収録したこともある。 また、同局アナウンサーの井上崇に「きょうだいみたい」と指摘されたことがある。 井上いわく、「容姿や仕草が似ている」とのことである。